# You Belong with Me
«You Belong with Me» — третій сингл другого студійного альбому американської кантрі-поп-співачки Тейлор Свіфт — Fearless. В США сингл вийшов 18 квітня 2009 року. Пісня написана Тейлор Свіфт та Ліз Роуз; спродюсована Нейтаном Чапманом та Тейлор. Музичне відео зрежисоване Романом Вайтом; відеокліп вийшов 2 травня 2009 року.
Сингл отримав сім платинових сертифікацій від американської RIAA, дві платинові сертифікації від канадської Music Canada, чотири платинові сертифікації від австралійської ARIA. Сингл досяг 2-го місця американського чарту Billboard Hot 100, 3-го місця канадського чарту Canadian Hot 100, 1-го місця австралійського чарту Australian Singles Chart й 30-го місця британського чарту UK Singles Chart. Музичне відео виграло у категорії Best Female Video на 2009 Video Music Awards.

## Створення пісні
Свіфт вирішила написати пісню «You Belong with Me» після того, як почула, як її друг-хлопець розмовляв зі своєю дівчиною по телефону. Дівчина кричала на нього, а хлопець намагався її заспокоїти та прийняв захисну позицію. Відчуваючи співчуття до друга, Тейлор придумала ідею для пісні. На сесіях із Ліз Роуз Свіфт запропонувала ідею пісні та наспівала перші рядки. Разом вони розробили загальну історію, в якій Тейлор виступала як героїня, що закохана у свого друга-хлопця і яка мріє про те, аби він покинув заради неї свою дівчину.

## Рецензії
Мет Бйорке із Roughstock дав пісні позитивний огляд, проте вказав, що вона не нагадує кантрі стиль. Ден Майллікен із Country Universe приєднався до його думки.

## Музичне відео
Музичне відео було зрежисоване Романом Вайтом. Зйомки проходили протягом двох днів у містах Галлатін та Хендерсонвілль штату Теннессі. Чоловічу роль виконав американський актор Лукас Тілл. Тейлор Свіфт виконує роль як і протагоніста, так і антагоніста. Прем'єра музичного відео відбулась 2 травня 2009 на каналі CMT.
Станом на березень 2024 року музичне відео мало 1,5 млрд переглядів на відеохостингу YouTube.

## Список пісень
- Цифрове завантаження для США

1. «You Belong with Me» (альбомна версія) — 3:52

- 2-трековий CD-сингл

1. «You Belong with Me» (альбомна версія) — 3:52
2. «Love Story» версія (Stripped) — 3:54

- Промо-сингл для Австралії / ЄС

1. «You Belong with Me» (радіо-мікс) — 3:54

- 2-трековий CD-сингл 2

1. «You Belong with Me» (альбомна версія) — 3:52
2. «You Belong with Me» (радіо-мікс) — 3:54

- Цифрове завантаження поп-міксу для США

1. «You Belong with Me» (поп-мікс) — 3:47

## Нагороди та номінації
На 52-й церемонії нагородження Греммі «You Belong with Me» була номінована у трьох нагородах. Пісня була номінована на Song of the Year, проте програла синглу Бейонсе «Single Ladies (Put a Ring on It)» (2008), на Record of the Year, проте програла синглу гурту Kings of Leon «Use Somebody» (2008) та на Best Female Pop Vocal Performance, але програла пісні Бейонсе «Halo» (2009). Хоча сингл не виграв жодної із номінацій, Свіфт перемогла у категорії Album of the Year зі своєю платівкою «Fearless», в яку входить пісня «You Belong with Me».
У 2010 році пісня виграла у категорії Favorite Song на церемонії нагородження 2010 Kids' Choice Awards, і була номінована у категорії Song of the Year на 45-й церемонії нагородження Academy of Country Music, проте програла синглу гурту Lady Antebellum «Need You Now» (2009).

## Чарти
Після релізу промосинглу протягом тижня пісня «You Belong with Me» дебютувала на 12 місці чарту Billboard Hot 100, продаючи 172,000 цифрових копій. Наступного тижня сингл упав у продажах і понизився у позиції на чарті. Після релізу як сингл від альбому пісня ще раз зайшла до чарту Billboard Hot 100, займаючи 87 місце на 16 травня 2009 року й 3 місце на 15 серпня 2009 року.
Тижневі чарти
| Чарт (2009)                               | Місце |
| ----------------------------------------- | ----- |
| Australian Singles Chart                  | 1     |
| Belgium (Ultratop 50 Flanders) (Фландрія) | 11    |
| Belgium (Ultratop 50 Wallonia) (Валлонія) | 23    |
| Canada (Canadian Hot 100)                 | 3     |
| Canada AC (Billboard)                     | 2     |
| Canada CHR/Top 40 (Billboard)             | 1     |
| Canada Country (Billboard)                | 1     |
| Canada Hot AC (Billboard)                 | 1     |
| Danish Singles Chart                      | 32    |
| Netherlands (Single Top 100)              | 68    |
| Hungary (Rádiós Top 40)                   | 31    |
| Japan Japanese Singles Chart              | 14    |
| Irish Singles Chart                       | 12    |
| New Zealand Recorded Music NZ             | 5     |
| Slovakia (Singles Digitál Top 100)        | 17    |
| Swedish Singles Chart                     | 47    |
| UK Singles (Official Charts Company)      | 30    |
| US Billboard Hot 100                      | 2     |
| US Adult Contemporary (Billboard)         | 1     |
| US Adult Top 40 (Billboard)               | 2     |
| US Hot Country Songs (Billboard)          | 1     |
| US Mainstream Top 40 (Billboard)          | 2     |

Річні чарти
| Чарт (2009)                          | Місце |
| ------------------------------------ | ----- |
| Australian Singles Chart             | 17    |
| Canada (Canadian Hot 100)            | 14    |
| New Zealand Recorded Music NZ        | 25    |
| UK Singles (Official Charts Company) | 177   |
| US Billboard Hot 100                 | 11    |
| US Adult Contemporary (Billboard)    | 14    |
| US Adult Top 40 (Billboard)          | 15    |
| US Hot Country Songs (Billboard)     | 13    |
| US Pop Songs (Billboard)             | 5     |
| Чарт (2010)                          | Місце |
| US Billboard Hot 100                 | 57    |
| US Billboard Adult Contemporary      | 8     |

Чарти закінчення десятиріччя
| Чарт закінчення десятиріччя (2000-не) | Місце |
| ------------------------------------- | ----- |
| Australian Singles Chart              | 88    |

## Продажі
| Країна               | Сертифікація (таблиця продажів та сертифікатів) | Продажі    |
| -------------------- | ----------------------------------------------- | ---------- |
| Австралія (ARIA)     | 4× Платина                                      | +280,000   |
| Канада (CRIA)        | 2× Платина                                      | +160,000   |
| Японія (RIAJ)        | Золото                                          | +100,000   |
| Нова Зеландія (RMNZ) | Платина                                         | +15,000    |
| Британія (BPI)       | Срібло                                          | +200,370   |
| США (RIAA)           | 7× Платина                                      | +4,800,000 |